# یانکوویتسه ربنگتسکیه
یانکوویتسه ربنگتسکیه (به لاتین: Jankowice Rybnickie) یک روستا در لهستان است که در گمینا شویرکلانه واقع شده‌است. یانکوویتسه ربنگتسکیه ۳٬۹۰۰ نفر جمعیت دارد.